# Hari Kostov
Hari Kostov, född 13 november 1959, är en makedonsk politiker. Han var Makedoniens premiärminister från den 31 maj 2004 till 18 november 2004. Han valdes till ämbetet av parlamentet, två veckor efter nomineringen från presidenten, Branko Crvenkovski. Kostov arbetade som ekonomisk konsult till den makedonska regeringen samt till Världsbanken under 1980- och 1990-talen. Han var inrikesminister i den föregående regeringen, med Crvenkovski som premiärminister.
Den 15 november 2004 lät Kostov meddela sin avgång som premiärminister på grund av konflikter inom regeringen. Han lämnade posten den 18 november och efterträddes den 26 november av Vlado Bučkovski, som den 15 december valdes av parlamentet till ny premiärminister.